# Masashi Watanabe
Masashi Watanabe (jap. 渡辺 正, Watanabe Masashi; * 11. Januar 1936 in Hiroshima, Präfektur Hiroshima; † 7. Dezember 1995 in Chiba, Präfektur Chiba) war ein japanischer Fußballspieler.

## Nationalmannschaft
1958 debütierte Watanabe für die japanische Fußballnationalmannschaft. Watanabe bestritt 39 Länderspiele und erzielte dabei zwölf Tore. Mit der japanischen Nationalmannschaft qualifizierte er sich erfolgreich für die Olympischen Spiele 1964 und 1968. Bei den Olympischen Spielen 1968 konnte Japan die Bronzemedaille gewinnen.

## Errungene Titel

### Mit der Nationalmannschaft
- Olympische Sommerspiele 1968: Bronzemedaille

## Persönliche Auszeichnungen
- Japan Soccer League Best Eleven: 1968